# Khenchela
Khenchela   este un oraș  în NE Algeriei, în munții Aures. Este reședința  provinciei  Khenchela. În Antichitate purta numele de Mascula.

## Personalități născute aici
- Abdelaziz Djerad (n. 1954), politician.